# Toscano 1492 Anno Domini
Il Toscano 1492 Anno Domini è un tipo di sigaro Toscano realizzato a macchina presso la manifattura di Lucca.
Il sigaro è dedicato alla scoperta dell'America da parte di Cristoforo Colombo nel 1492, scoperta con la quale il tabacco è stato conosciuto nel Vecchio Continente.
Si differenzia da tutti gli altri sigari Toscano per il ripieno, che non è di tabacco Kentucky italiano ma nordamericano.
In una sua prima commercializzazione è stato prodotto a tiratura limitata e disponibile solo in una confezione da sei sigari denominata "Collezione" contenente due sigari 1492 Anno Domini, due  sigari Toscano Originale e due Toscano Antica Riserva.
Dal 2013 è commercializzato in confezione singola da due sigari.

## Caratteristiche
Caratteristiche distintive del Toscano 1492 Anno Domini:
- Manifattura di produzione: Lucca
- Tempo di maturazione e stagionatura: almeno 10 mesi [2]
- Fascia: Kentucky nordamericano
- Ripieno: Kentucky nordamericano
- Aspetto: marrone scuro
- Fabbricazione: a macchina
- Lunghezza: 155 mm
- Anno di uscita: 2007
- Disponibilità: in produzione
- Fascetta: fondo ocra, con medaglione rifilato in marrone, al centro del quale è riportata scritta "1492".